# 龙潭镇 (花垣县)
龙潭镇，是中华人民共和国湖南省湘西土家族苗族自治州花垣县下辖的一个乡镇级行政单位。

## 行政区划
龙潭镇下辖以下地区：
龙潭社区、马黄塘社区、土地村、豆往村、龙门寨村、窝坨村、干塘村、开支村、角弄村、李梅村、古老村、龙潭村、大坪村、草坪村、金溶村、板塘村、黄腊村和张匹马村。